# Harriman (Tennessee)
Harriman è un comune degli Stati Uniti d'America, situato nello Stato del Tennessee, diviso tra la Contea di Roane e la Contea di Morgan.